# Hypericum punctatum
Hypericum punctatum är en johannesörtsväxtart som beskrevs av Jean-Baptiste de Lamarck. Hypericum punctatum ingår i släktet johannesörter, och familjen johannesörtsväxter. Inga underarter finns listade i Catalogue of Life.

## Bildgalleri

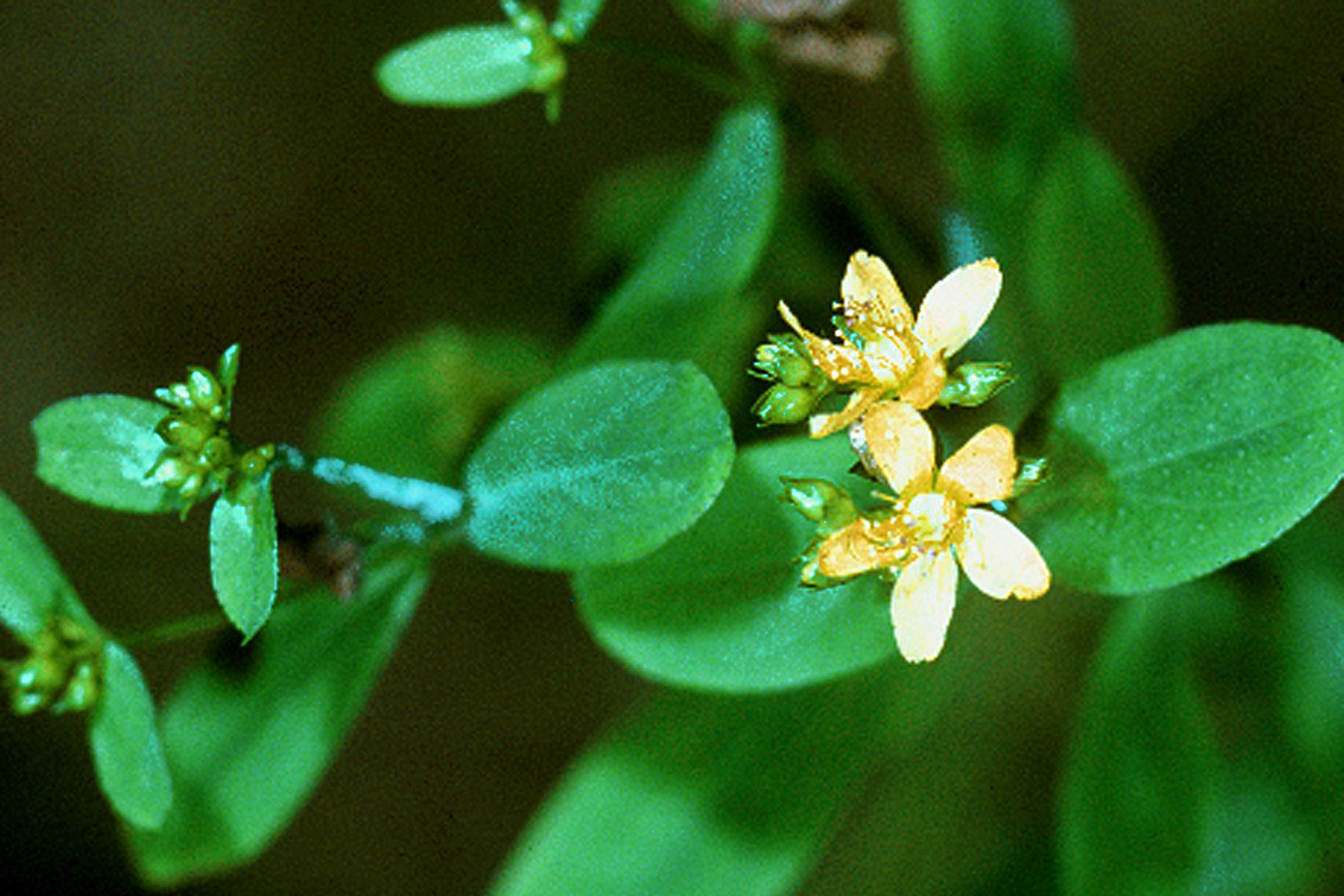